# 施內貝格山
48°22′43″N 15°14′55″E / 48.37861°N 15.24871°E
施內貝格山（德語：Schneeberg），是奧地利的山峰，位於該國東北部，由下奧地利州負責管轄，處於基希施拉格，該山峰海拔高度902米，南面是堯爾靈山。